# Christina-Johanne Schröder
Christina-Johanne Schröder (Bremen, 6 de diciembre de 1983) es una política alemana. Afiliada a Alianza 90/Los Verdes, desde 2021 se desempeña como miembro del Bundestag.

## Estudios
Entre 2003 y 2008, Schröder estudió alemán e historia para convertirse en profesora en las universidades de Oldenburg, Wuppertal y Bremen. Luego estudió ciencias sociales en Oldenburg y se graduó como licenciada en 2015. En 2017, Schröder completó el programa de maestría en Gestión Política, Políticas Públicas y Administración Pública en la NRW School of Governance de la Universidad de Duisburg-Essen.

## Carrera política
Schröder se unió al partido Alianza 90/Los Verdes en 2009. Desde las elecciones locales de Baja Sajonia de 2011 es miembro del consejo del distrito de Wesermarsch. Se presentó sin éxito a las elecciones federales de 2017. Se presentó como candidata directa al distrito electoral del Bundestag de Delmenhorst–Wesermarsch–Oldenburg-Land (distrito electoral 28) y además fue elegida en el séptimo lugar de la lista del Partido Verde para el estado de Baja Sajonia.
Desde 2018 dirige la oficina del diputado regional Christian Meyer y desde 2019 es asesora de vivienda y construcción del grupo parlamentario Verde en Baja Sajonia.
En las elecciones federales de 2021, Schröder volvió a presentarse como candidata directa por el distrito electoral 28. Entró al Bundestag a través de la lista regional del Partido Verde.
Schröder fue elegida portavoz de Vivienda, Construcción, Desarrollo Urbano y Municipios por el grupo parlamentario Alianza 90/Los Verdes. En la 20.ª legislatura contó con dos escaños plenos en la Comisión de Vivienda, Construcción, Desarrollo Urbano y Autoridades Locales y en la Comisión de Alimentación y Agricultura.